# Kuning II
Kuning II is een bestuurslaag in het regentschap Aceh Tenggara van de provincie Atjeh, Indonesië. Kuning II telt 559 inwoners (volkstelling 2010).